# Badiana
Badiana je vesnice v regionu Ziguinchor v Senegalu.

## Geografie
Badiana se nachází v nadmořské výšce 13 m n. m.

## Obyvatelstvo
V roce 2002 žilo ve vesnici Badiana 1 698 obyvatel.

## Slavní rodáci
- Malang Diedhiou, mezinárodní fotbalový rozhodčí FIFA